# 집합

9개의 다각형의 집합을 나타낸 오일러 다이어그램

수학에서 집합(集合, 영어: set)은 어떤 명확한 조건을 만족시키는 서로 다른 대상들의 모임이다. 게오르크 칸토어의 설명에 따르면, 집합은 “하나로 간주한 여럿”이다. 임의의 대상이 집합에 속하는지 여부는 명확해야 하며, 집합 위에는 순서나 연산 따위의 구조가 주어지지 않는다. 집합은 현대 수학에서 가장 기본적인 개념이다. 집합론은 19세기 말에 개발되어 다른 수학 이론들에 비해 젊은 편이나, 거의 모든 수학 이론을 전개하는 토대로 삼을 수 있다.
소박한 집합론은 집합을 정의하는 조건에 제한을 가하지 않는다. 즉, 임의의 성질에 대하여 이 성질을 만족시키는 대상들의 집합이 존재한다고 가정한다. 이러한 가정은 모순을 일으키며, 모순을 유도하는 가장 쉬운 방법은 러셀의 역설이다. 오늘날 역설을 해결하는 다양한 집합론이 개발되어 있으며, 이 가운데 선택 공리를 추가한 체르멜로-프렝켈 집합론이 기본적으로 쓰인다. 이 집합론은 이미 알려진 모든 역설을 회피했지만, 그 밖의 모순이 존재할 가능성까지 배제한 것은 아니다. 또한, 이 이론의 무모순성을 증명하는 것은 무모순성 여부와 관계 없이 어떤 의미에서 불가능하다 (괴델의 불완전성 정리). 즉, 앙리 푸앵카레의 비판을 인용하면 “양 떼를 보호하기 위해 울타리를 쳤지만, 울타리 안에 늑대가 없으리라는 법은 없는 꼴”이다.
대개 집합은 대문자 {\displaystyle A,B,C,\dots }로 표기하며, 원소는 소문자 {\displaystyle a,b,c,\dots }로 표기한다. {\displaystyle a}가 {\displaystyle A}의 원소임을 {\displaystyle a\in A}와 같이 표기하며, {\displaystyle a}가 {\displaystyle A}의 원소가 아님을 {\displaystyle a\notin A}와 같이 표기한다. 또한 '12보다 크고 7보다 작은 자연수들의 모임'같은 원소가 0개일 경우, φ으로 표기한다.

## 표현
집합을 표현하는 방법에는 여러 가지가 있다. 하나는 집합에 속하는 원소들을 일일이 나열하는 것이다. 또 하나는 집합에 속하는 원소들이 만족하여야 하는 조건을 제시하는 것이다. 문자를 쓰는 대신 도형을 그려 나타낼 수도 있다.

### 원소 나열법
원소 나열법은 말 그대로 집합의 원소를 나열하여 집합을 표현하는 방법이다. 중괄호 '{}' 속에 쉼표 ','로 구별하여 나열한다. 예를 들어, 다음과 같다.
- {1, 2, 3}
- {흰색, 검은색}

무한 개의 원소가 있거나 유한 개더라도 나열하기에 너무 많은 경우, 그 중의 몇 개를 나열하여 남은 원소들을 유추할 수 있게끔 한 뒤 줄임표 '...'를 쓴다. 예를 들어, 다음과 같다.
- {1, 2, 3, ..., 100}은 1부터 100까지의 모든 자연수의 집합이다.
- {2, 4, 6, 8, ...}은 모든 양의 짝수의 집합이다.

집합의 원소들 사이에 눈에 띄는 규칙이 없을 경우, 원소 나열법으로 표현하기 힘들다. 또한, 모든 실수의 집합을 비롯한 비가산 집합은 이러한 표현이 불가능하다.

### 조건 제시법
조건 제시법도 말 그대로 집합의 원소인지를 판단하는 조건을 제시하여 집합을 표현하는 방법이다. 중괄호 '{}' 속을 수직선 '|'이나 쌍점 ':'을 써서 두 구역으로 나눈 뒤, 왼쪽 구역에 집합의 원소를 나타내는 식을 적고, 오른쪽 구역에 원소가 만족시킬 조건을 적는다. 예를 들어, 다음과 같다.
- {n|n은 자연수, 1 ≤ n ≤ 5}는 1부터 5까지의 모든 자연수의 집합이다.
- {2n|n은 정수}는 모든 짝수의 집합이다.

### 오일러 다이어그램

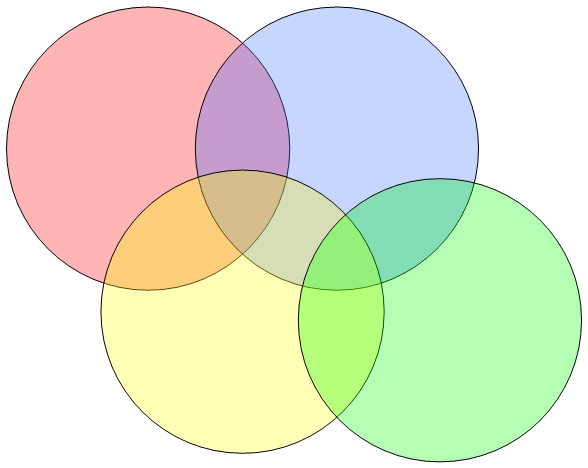
네 집합의 오일러 다이어그램. 네 집합 모두에 속하는 부분이 없으므로, 벤 다이어그램이 아니다.

세 집합의 오일러 다이어그램. 벤 다이어그램이다.

오일러 다이어그램은 집합을 나타내는 원을 그려 집합을 표현하는 방법이다. 어떤 원의 안쪽은 그 원이 나타내는 집합에 속하는 부분, 바깥쪽은 그 집합에 속하지 않는 부분을 의미한다. 두 원이 겹치는 부분은 두 집합에 공통으로 속하는 부분을 나타낸다. 어떤 원이 다른 원의 안쪽에 놓인다면, 집합의 모든 원소가 다른 집합의 원소라는 의미인데, 이때 첫째 집합이 둘째 집합의 부분 집합이라고 한다. 원이 서로 겹치는 두 집합은 공통 원소가 있는 집합을 의미하며, 원이 서로 겹치지 않는 두 집합은 공통 원소가 없는 집합, 즉 서로소 집합을 의미한다.
벤 다이어그램은 더 강한 조건을 만족시키는 오일러 다이어그램이다. 즉, {\displaystyle n}개의 원으로 이루어진 벤 다이어그램은 총 {\displaystyle 2^{n}}개의 영역으로 나뉘어야 한다. 예를 들어, 세 집합으로 이루어진 벤 다이어그램은 총 8개의 영역으로 나뉘며, 이들은 각각 다음과 같다.
- 세 집합 모두에 속하는 영역
- 첫째 집합에만 속하지 않는 영역
- 둘째 집합에만 속하지 않는 영역
- 셋째 집합에만 속하지 않는 영역
- 첫째 집합에만 속하는 영역
- 둘째 집합에만 속하는 영역
- 셋째 집합에만 속하는 영역
- 세 집합 모두에 속하지 않는 영역

수학 교육에서, 벤 다이어그램은 오일러 다이어그램의 동의어로 쓰이기도 한다.

## 연산
둘 또는 더 많은 집합들로부터 새로운 집합을 만드는 연산은 여러 가지가 있다.

### 합집합과 교집합과 곱집합

합집합

교집합

두 실수선의 곱집합은 데카르트 좌표 평면이다.

세 실수선의 곱집합은 데카르트 좌표 공간이다.

일련의 집합들 {\displaystyle A_{i}} ({\displaystyle i\in I})이 주어졌다고 하자. 여기서 {\displaystyle I}는 집합이며, 각 {\displaystyle i\in I}는 {\displaystyle A_{i}}를 식별하는 데 쓰이는 첨수이다.
집합들 {\displaystyle A_{i}} ({\displaystyle i\in I})의 합집합은 이들 가운데 적어도 하나에 속하는 원소의 집합이다. 합집합을 나타내는 기호는 {\displaystyle \bigcup _{i\in I}A_{i}}이다.
{\displaystyle \bigcup _{i\in I}A_{i}=\{x|\exists i\in I\colon x\in A_{i}\}}
특히, 두 집합 {\displaystyle A}와 {\displaystyle B}의 합집합을 나타내는 기호는 {\displaystyle A\cup B}이다.
{\displaystyle A\cup B=\{x|x\in A{\text{ or }}x\in B\}}
예를 들어, 모든 오각형의 집합과 모든 정다각형의 집합의 합집합은, 정오각형이 아닌 오각형, 오각형이 아닌 정다각형, 그리고 정오각형으로 이루어진 집합이다. 또 한 가지 예를 들어, 두 집합
{\displaystyle A=\{1,2,7,15,23\}}
{\displaystyle B=\{2,15,16,27\}}
의 합집합은
{\displaystyle A\cup B=\{1,2,7,15,16,23,27\}}
이다.
집합들 {\displaystyle A_{i}} ({\displaystyle i\in I})의 교집합은 이들 모두에 속하는 원소의 집합이다. 교집합을 나타내는 기호는 {\displaystyle \bigcap _{i\in I}A_{i}}이다.
{\displaystyle \bigcap _{i\in I}A_{i}=\{x|\forall i\in I\colon x\in A_{i}\}}
특히, 두 집합 {\displaystyle A}와 {\displaystyle B}의 교집합을 나타내는 기호는 {\displaystyle A\cap B}이다.
{\displaystyle A\cap B=\{x|x\in A{\text{ and }}x\in B\}}
예를 들어, 모든 오각형의 집합과 모든 정다각형의 집합의 교집합은, 모든 정오각형의 집합이다. 또한, 두 집합
{\displaystyle A=\{1,2,7,15,23\}}
{\displaystyle B=\{2,15,16,27\}}
의 교집합은
{\displaystyle A\cap B=\{2,15\}}
이다.
집합들 {\displaystyle A_{i}} ({\displaystyle i\in I})의 곱집합은 각 {\displaystyle i}-좌표를 {\displaystyle A_{i}}에서 취하는 튜플의 집합이다. 곱집합을 나타내는 기호는 {\displaystyle \prod _{i\in I}A_{i}}이다.
{\displaystyle \prod _{i\in I}A_{i}=\{(x_{i})_{i\in I}|\forall i\in I\colon x_{i}\in A_{i}\}}
특히, 두 집합 {\displaystyle A}와 {\displaystyle B}의 곱집합을 나타내는 기호는 {\displaystyle A\times B}이다.
{\displaystyle A\times B=\{(a,b)|a\in A,b\in B\}}
예를 들어, 두 집합
{\displaystyle A=\{1,2,3\}}
{\displaystyle B=\{4,5,6\}}
의 곱집합은
{\displaystyle A\times B=\{(1,4),(1,5),(1,6),(2,4),(2,5),(2,6),(3,4),(3,5),(3,6)\}}
이다. 또한, 실수의 집합 {\displaystyle \mathbb {R} }과 자기 자신의 곱집합은 2차원 유클리드 공간
{\displaystyle \mathbb {R} \times \mathbb {R} =\mathbb {R} ^{2}=\{(a,b)|a,b\in \mathbb {R} \}}
이다. 이 집합과 {\displaystyle \mathbb {R} }의 곱집합은 3차원 유클리드 공간
{\displaystyle \mathbb {R} \times \mathbb {R} \times \mathbb {R} =\mathbb {R} ^{3}=\{(a,b,c)|a,b,c\in \mathbb {R} \}}
이다.

### 차집합과 대칭차

차집합

여집합

대칭차

집합 {\displaystyle A}와 집합 {\displaystyle B}의 차집합은 {\displaystyle A}에 속하지만 {\displaystyle B}에는 속하지 않는 원소의 집합이다. 차집합을 나타내는 기호는 {\displaystyle A\setminus B}나 {\displaystyle A-B}이다.
{\displaystyle A\setminus B=\{x|x\in A{\text{ and }}x\not \in B\}}
예를 들어, 두 집합
{\displaystyle A=\{1,2,7,15,23\}}
{\displaystyle B=\{2,15,16,27\}}
의 차집합은
{\displaystyle A\setminus B=\{1,7,23\}}
이다.
만약 {\displaystyle A}가 {\displaystyle B}의 모든 원소를 포함한다면, (즉, {\displaystyle B}가 {\displaystyle A}의 부분 집합이라면,) {\displaystyle A}와 {\displaystyle B}의 차집합을 {\displaystyle B}의 여집합이라고 한다. 여집합을 나타내는 기호는 {\displaystyle B^{\operatorname {C} }}나 {\displaystyle {\bar {B}}}이다.
집합 {\displaystyle A}와 집합 {\displaystyle B}의 대칭차는 {\displaystyle A}에 속하거나 {\displaystyle B}에 속하지만, 동시에 둘 다에 속하지는 않는 원소의 집합이다. 대칭차를 나타내는 기호는 {\displaystyle A\,\triangle \,B}이다.
{\displaystyle A\,\triangle \,B=\{x|(x\in A{\text{ and }}x\not \in B){\text{ or }}(x\not \in A{\text{ and }}x\in B)\}}
예를 들어, 두 집합
{\displaystyle A=\{1,2,7,15,23\}}
{\displaystyle B=\{2,15,16,27\}}
의 대칭차는
{\displaystyle A\,\triangle \,B=\{1,7,16,23,27\}}
이다.

### 항등식
집합의 연산에 대한 여러 가지 항등식이 성립한다.
- (드모르간 법칙) {\displaystyle X\setminus \bigcup _{i\in I}A_{i}=\bigcap _{i\in I}{}(X\setminus A_{i})}
- (드모르간 법칙) {\displaystyle X\setminus \bigcap _{i\in I}A_{i}=\bigcup _{i\in I}{}(X\setminus A_{i})}

## 관계
두 집합은 두 가지 방면에서 비교할 수 있다. 첫째는 혹여 한 집합의 모든 원소가 다른 한 집합의 원소이기도 한지, 즉 한 집합이 다른 한 집합에 완전히 포함되는지 살펴보는 것이고, 하나는 어느 집합의 원소가 더 많은지, 즉 어느 집합의 규모가 더 큰지를 비교하는 것이다.

### 부분집합

부분 집합 관계

만약 집합 {\displaystyle A}에 속하는 모든 원소가 집합 {\displaystyle B}의 원소이기도 하다면, {\displaystyle A}를 {\displaystyle B}의 부분집합이라고 한다. 이를 나타내는 기호는 {\displaystyle A\subseteq B}이다.
오일러 다이어그램에서, 두 집합 가운데 하나가 다른 하나의 부분 집합이라면, 이 부분 집합을 나타내는 원은 다른 한 집합을 나타내는 원의 안쪽에 놓인다.
예를 들어, {\displaystyle A}가 모든 삼각형의 집합, {\displaystyle B}가 모든 다각형의 집합이라면, {\displaystyle A}는 {\displaystyle B}의 부분 집합이다. 이는 모든 삼각형이 다각형이기 때문이다. 그러나, {\displaystyle A}가 모든 사각형의 집합, {\displaystyle B}가 모든 정다각형의 집합이라면, {\displaystyle A}는 {\displaystyle B}의 부분 집합이 아니다. 이는 가로 길이가 2, 세로 길이가 3인 사각형은 정사각형이 아니기 때문이다. 즉, 이러한 사각형은 {\displaystyle A}의 원소이지만, {\displaystyle B}의 원소가 아니다. 만약 {\displaystyle A=\{1,3,5\}}, {\displaystyle B=\{1,2,3,5\}}라면, {\displaystyle A\subseteq B}이다. 만약 {\displaystyle A=\{1,3,5\}}, {\displaystyle B=\{1,2,4,5\}}라면, {\displaystyle A\not \subseteq B}인데, 이는 3이 {\displaystyle A}의 원소이지만 {\displaystyle B}의 원소가 아니기 때문이다.
만약 {\displaystyle A}가 {\displaystyle B}의 부분 집합이면서, {\displaystyle B}가 {\displaystyle A}의 부분 집합이라면, {\displaystyle A}와 {\displaystyle B}의 원소는 완전히 같아진다. 이때 {\displaystyle A}와 {\displaystyle B}가 서로 같다고 하며, 이를 나타내는 기호는 {\displaystyle A=B}이다. 만약 {\displaystyle A}가 {\displaystyle B}의 부분 집합이면서, {\displaystyle A}와 {\displaystyle B}가 서로 같지는 않다면, {\displaystyle A}를 {\displaystyle B}의 진부분집합이라고 한다. 이를 나타내는 기호는 {\displaystyle A\subsetneq B}이다.
집합 {\displaystyle A}의 모든 부분 집합을 모은 집합을 생각할 수 있다. 이를 {\displaystyle A}의 멱집합이라고 한다. 멱집합을 나타내는 기호는 {\displaystyle {\mathcal {P}}(A)}나 {\displaystyle 2^{A}}이다. 예를 들어, {\displaystyle A=\{1,2\}}의 멱집합은
{\displaystyle {\mathcal {P}}(A)=\{\varnothing ,\{1\},\{2\},\{1,2\}\}}
이다.

### 크기 비교

음이 아닌 짝수의 집합은 음이 아닌 정수의 집합의 진부분 집합이지만, 이 두 집합 사이에는 일대일 대응이 존재한다. 따라서 이 두 집합의 크기는 같다.

두 집합 {\displaystyle A,B}가 모두 유한 개의 원소만을 가진다고 하자. 만약 {\displaystyle A}의 원소 개수가 {\displaystyle B}의 원소 개수보다 많다면, {\displaystyle A}가 {\displaystyle B}보다 크다고 한다. 반대로 만약 {\displaystyle A}의 원소 개수가 {\displaystyle B}의 원소 개수보다 적다면, {\displaystyle A}가 {\displaystyle B}보다 작다고 한다. 만약 {\displaystyle A}의 원소 개수가 {\displaystyle B}의 원소 개수와 같다면, {\displaystyle A}가 {\displaystyle B}와 크기가 같다고 한다.
예를 들어, {\displaystyle A}가 1부터 20까지의 자연수의 집합, {\displaystyle B}가 21부터 30까지의 자연수의 집합이라면, {\displaystyle A}의 원소 개수는 20, {\displaystyle B}의 원소 개수는 10이다. 20이 10보다 크므로, {\displaystyle A}의 크기는 {\displaystyle B}의 크기보다 크다.
두 집합 {\displaystyle A,B} 가운데 적어도 하나가 무한 개의 원소를 갖는다고 하여도, 이 두 집합의 크기를 비교할 수 있다. 만약 {\displaystyle A}의 서로 다른 원소와 {\displaystyle B}의 서로 다른 원소가 남김 없이 짝지어질 수 있다면, 다시 말해 {\displaystyle A}와 {\displaystyle B} 사이에 전단사 함수가 존재한다면, {\displaystyle A}와 {\displaystyle B}의 크기가 같다고 한다. 만약 {\displaystyle A}가 {\displaystyle B}의 어떤 진부분 집합과 크기가 같지만, {\displaystyle B}와 크기가 같지 않다면, {\displaystyle A}가 {\displaystyle B}보다 크기가 작다고 한다. 만약 {\displaystyle B}가 {\displaystyle A}의 어떤 진부분 집합과 크기가 같지만, {\displaystyle A}와 크기가 같지 않다면, {\displaystyle A}가 {\displaystyle B}보다 크기가 크다고 한다.
예를 들어, {\displaystyle A=\{1,2,3,\dots \}}이고, {\displaystyle B=\{2,3,4,\dots \}}라면, {\displaystyle B}는 {\displaystyle A}의 진부분 집합이지만,{\displaystyle A}와 {\displaystyle B}의 크기는 같다. 이는 {\displaystyle A}의 원소 {\displaystyle n}을 {\displaystyle B}의 원소 {\displaystyle n+1}에 대응시키는 함수가 전단사 함수이기 때문이다. 이 예가 보여주듯, 진부분 집합은 원래의 집합과 크기가 같을 수 있다.
집합의 크기는 기수로 양화될 수 있다. 집합 {\displaystyle A}의 크기를 나타내는 기호는 {\displaystyle |A|} 또는 {\displaystyle \#A}이다. 집합 {\displaystyle A}의 크기가 {\displaystyle B}의 크기보다 큼을 나타내는 기호는 {\displaystyle |A|\geq |B|} 또는 {\displaystyle \#A\geq \#B}이다.

## 예

### 수의 집합
- {\displaystyle \mathbb {N} }은 모든 자연수의 집합이다. 문맥에 따라 0부터 시작할 수도 있고, 1부터 시작할 수도 있다.
- {\displaystyle \mathbb {Z} =\{\dots ,-2,-1,0,1,2,\dots \}}는 모든 정수의 집합이다.
- {\displaystyle \mathbb {Q} =\{m/n\colon m,n\in \mathbb {Z} ,\;n\neq 0\}}는 모든 유리수의 집합이다.
- {\displaystyle \mathbb {R} }는 모든 실수의 집합이다.
- {\displaystyle \mathbb {C} =\{a+bi\colon a,b\in \mathbb {R} \}}는 모든 복소수의 집합이다.
- {\displaystyle \mathbb {H} =\{a+bi+cj+dk\colon a,b,c,d\in \mathbb {R} \}}는 모든 사원수의 집합이다.
- {\displaystyle \mathbb {O} }는 모든 팔원수의 집합이다.
- {\displaystyle \mathbb {S} }는 모든 십육원수의 집합이다.
- T는 2의 배수이며 홀수인 수의 집합이다(=φ)

### 집합족
집합 역시 또 다른 집합의 원소가 될 수 있으므로, 일정한 조건을 만족시키는 집합들을 모은 집합을 생각할 수 있다. 한 가지 예는 어떤 집합의 멱집합이다. 예를 들어, {\displaystyle A=\{-1,-2,-3\}}와 {\displaystyle B=\{1,2,3\}}이 집합이므로,
{\displaystyle \{A,B\}=\{\{-1,-2,-3\},\{1,2,3\}\}}
는 집합족이다.

## 같이 보기
- 집합론
- 모임 (집합론)
- 조밀 집합
- 집합족
- 퍼지 집합
- 부분론
- 중복집합
- 수학 원리